# Grantchester Meadows
Grantchester Meadows è una canzone del gruppo musicale progressive rock Pink Floyd, uscita nel 1969 nell'album Ummagumma. È stata scritta ed eseguita interamente da Roger Waters. La sua caratteristica principale è il fatto che sia interamente acustica, senza cioè la presenza di altri strumenti all'infuori della chitarra acustica e della voce, accompagnate per tutta la durata del pezzo dal cinguettare degli uccelli.

## Testo
Il testo descrive una scena pastorale e onirica nel vasto prato di Grantchester, nel Cambridgeshire, in Inghilterra. È qui dove David Gilmour e Syd Barrett hanno vissuto la loro giovinezza. Questo tipo di ballata pastorale era una caratteristica peculiare nello stile compositivo di Waters; degli esempi sono il suo primo album da solista - Music from "The Body" (in collaborazione con Ron Geesin) e il pezzo If contenuto nell'album Atom Heart Mother, pubblicato un anno dopo Ummagumma.

## Sonorità
La canzone è nota per l'uso di effetti sonori e panning utilizzati per creare l'illusione di spazio e profondità. Questo è più evidente durante l'ascolto con le cuffie. Il cinguettio degli uccelli sfarfalla spesso attraverso i due canali. Allo stesso modo, considerando l'ambiente idilliaco della canzone, una mosca si sente ronzare vicino a chi ascolta, seguita da alcuni passi di qualcuno che arriva dal canale sinistro, che poi si sposta lentamente nel canale destro, con un rumore come la schiacciasse.

## Live
Una prima versione di Grantchester Meadows è stata eseguita nel 1969, durante lo show The Man and The Journey con il nome di Daybreak, ed era divisa in due parti; la prima parte apriva mentre la seconda chiudeva la suite "The Man". Successivamente è stata eseguita spesso in USA durante l'"Atom Heart Mother Tour" come canzone di apertura. Una versione registrata dal vivo per la BBC il 12 Maggio 1969 è inserita nel boxset del 2016 "The Early Years 1965 – 1972": questa versione vede Gilmour e Waters alle chitarre acustiche e Richard Wright all' organo Farfisa ed è stata anche rilasciata come videoclip promozionale sul canale YouTube ufficiale del gruppo.

## Formazione
- Roger Waters: chitarra classica, voce
- David Gilmour: chitarra classica, voce (dal vivo)
- Richard Wright: tastiere (dal vivo)
- Nick Mason : batteria (dal vivo)